# Rio Camevou
O rio Camevou é um curso de água que banha o estado de Pernambuco, no Brasil.